# Тэм-о-шентер

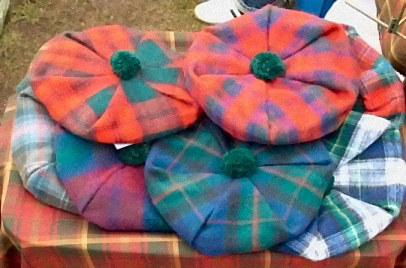
Тартановые тэм-о-шентеры

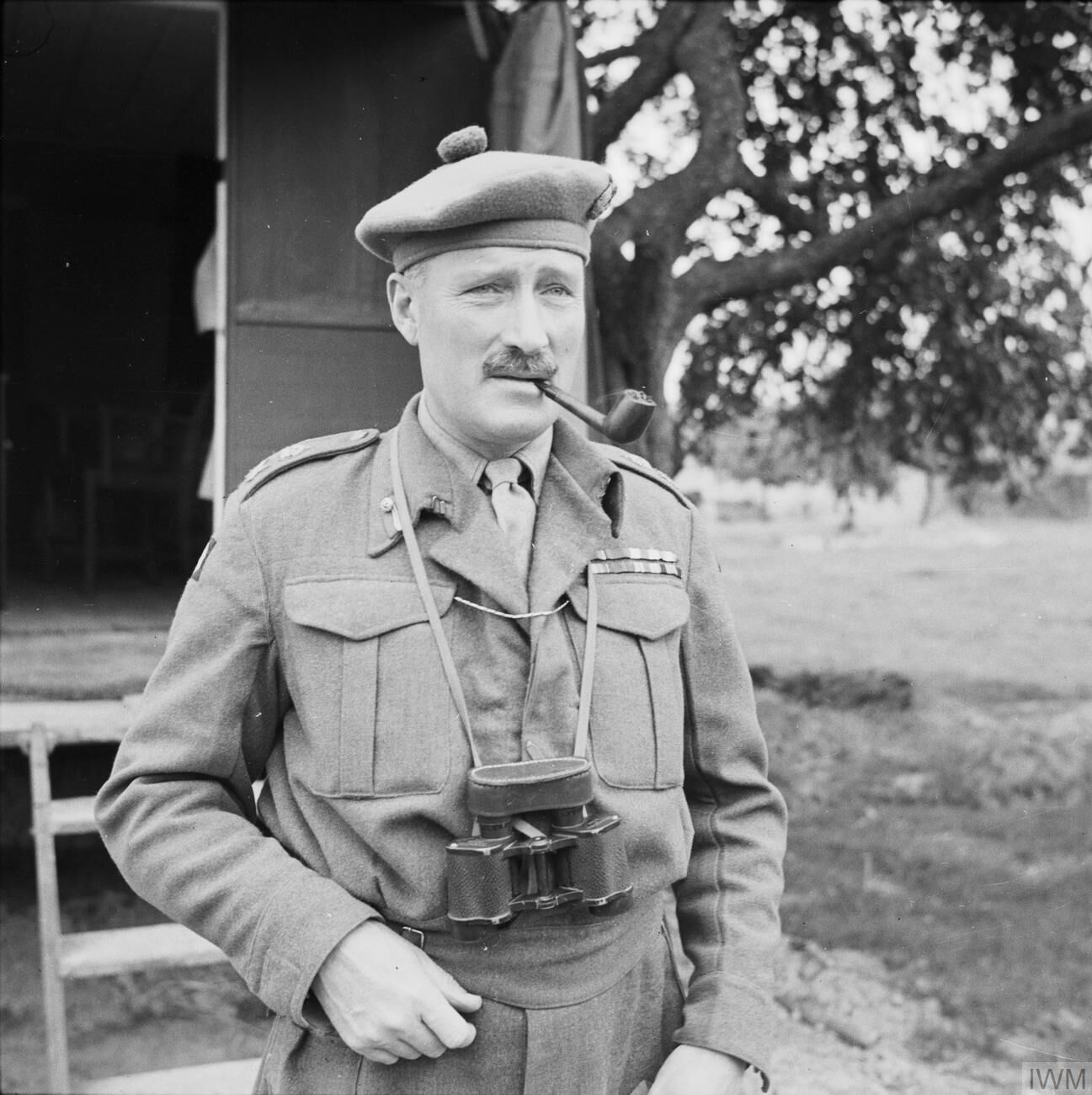
Генерал сэр Нейл Ричи во Франции во время Второй мировой войны

Тэм-о-шентер или просто тэм (англ. tam o'shanter) — широкий шерстяной берет с помпоном на макушке. Является традиционным шотландским мужским головным убором. Исторически тэм-о-шентер назывался просто blue bonnet («синяя шапка без полей»; до изобретения химических красителей все тэм-о-шентеры были синими). Современное название получил в честь героя повести в стихах «Тэм О’Шентер» Роберта Бернса:
| … И сев на Мэг, свою кобылу, Тэм поскакал, что было силы, В дорожных лужах грязь взметая Гром, дождь и ветер презирая. То крепче прижимал берет, То старый распевал сонет, То озирался он вокруг, Чтоб черти не поймали вдруг. |
| (пер. Юрия Князева) |

Во время Первой мировой войны шотландская пехота начала носить тэм-о-шентеры цвета хаки. Этот головной убор был признан более практичным в условиях окопной войны, чем пилотки типа «Гленгарри». Современные тэм-о-шентеры (британская армейская аббревиатура — TOS) различных шотландских полков (с 2006 г. — батальонов в составе Royal Regiment of Scotland) отличались полковыми эмблемами и перьевыми султанчиками разных цветов.
Тартановый тэм-о-шентер не является частью национального костюма, а носится ради удовольствия.